# Музеј Драже Михаиловића
Музеј Драже Михаиловића се налази у Београду, на територији градске општине Звездара, у Брегалничкој 24.

## Оснивање музеја
Иницијатори откривања споменика су Удружења Наша Дрина и борачке организације Србије и Српске. На челу оба ова удружења је посланик СПС Игор Брауновић. Оснивачи музеја су наилазили на бројне препреке да би се музеј отворио. Противници су били љевичарске организације.

## Отварање музеја
Музеј је отворен 17. октобра 2023. године на мјесту бивше куће у којој је становао Драгољуб Михаиловић од 1931. до почетка рата. Отркивен му је и споменик. На свечаности је говорио академик, пјесник и књижевник Матија Бећковић. Скупу је присуствовао и унук Драгољуба Михаиловића, Војислав. Ноћ пред отварање музеја, двије особе су бациле црвену фарбу на споменик и музеј, али је до отварања највећи дио фарбе уклоњен.

## Галерија
- Кућа генерала Драгољуба Михаиловића у Београду, фебруар 2019. Кућа је срушена да би се на њеном мјесту изградила стамбена зграда, а на самом мјесту куће је данас музеј посвећен Дражи Михаиловићу
- Споменик Дражи Михаиловићу код музеја
- Спомен-плоча
- Остатак црвене фарбе којом љевичарски активисти организовано скрнаве десничарске графите и мурале у Београду
- Дио унутрашњости музеја